# 권명주
권명주(1972년 6월 7일~)은 충청남도 홍성군에서 태어난 대한민국의 여자 무용가이고, 권명주느루무용단 대표를 맞고있다. 학력은 한양대학교 대학원 무용학과 졸업

## 경력
- 기본소득국민운동 경기예술인본부 공동상임대표
- 권명주느루무용단 대표
- 경기도교육정책자문위원회 미래교육위원회위원
- 국가무형문화재 제 97호 살풀이춤 이수자
- 한양대학교 강사역임. 청운대학교 외래교수역임

## 학력
- 홍성여자중학교 (졸업)
- 홍성여자고등학교 (졸업)
- 한양대학교 무용학과 (졸업)
- 한양대학교 대학원 체육학과 (졸업)
- 한양대학교 대학원 무용학과 (졸업)